# Rasterska slika
Rasterska grafika, bitmapna grafika ili digitalna slika je vrsta datotečne strukture koja se koristi za predstavljanje pravokutne mreže točaka (piksela eng. pixel) odnosno matricu obojenih točaka na zaslonu, papiru ili na nekom drugom prikaznom uređaju. Rasterska grafika ograničena je u razlučivanju prema broju točaka koje se koriste za prikazivanje slike, iz tog razloga rasterska slika je konačna, i svako povećavanje slike u cijelosti ili jednog njezinog dijela dovodi do izobličavanja slike. Rastersku ili bitmapnu grafiku prvo je patentirala tvrtka Texas Instruments 1970.

## Uporaba
Bitmapna grafika obilno se koristila u računarstvu i na televiziji. Razlučivanje odnosno rezolucija obično se izražava kao matrica u obliku: širina x visina odnosno stupci x redovi. U opisivanju bitmapne grafike također se koristi promjenjivica dubina, koja opisuje broj bitova koji se koriste za prikaz boje ili detalja u rasteru. Ako se za svaku točku koristi samo jedan bit, tada je moguće opisati samo upaljene ili ugašene točke. Povećavanjem broja bitova za prikazivanja slike dobivamo više detalja i tako se mogu sačuvati nijanse sivog ili jačina boje. Tako recimo ako se detalje koristi 4 bita moguće je prikazati 16 nijansi sivog ili 16 ograničenih boja (npr. CGA), ili ako 8 bita tada je moguće prikazati 256 nijansi sive ili je moguće imati 3 bita za zelenu i crvenu boju, i dva bita za plavu. Da bi se koristila 3 bita za svaku boju (crvenu, zelenu, i plavu) potrebno je 12 bita. Jedna od popularnih dubina za rastersku grafiku je 24 bita. U ovoj rezoluciji za prikaz jačine triju osnovnih boja koristi se 8 bita. Broj stupova i redova obično je izražen prema standardima za zaslone VGA,SVGA,XVGA.

## Primjer
Da bismo ilustrirali bitmapnu grafiku, koristit ćemo crno slovo J na bijeloj pozadini. Kad bi se slovo J u bitmapnog grafici pogledalo s povećalom na zaslonu, vidjelo bi se sljedeće ('X' predstavlja crnu (ugašenu) točku ili 1, dok '.' predstavlja bijelu (upaljenu) točku ili 0. U ovoj ilustraciji slovo J je predstavljeno matricom od 8x5 točaka.
```
....X
....X
....X
....X
....X
X...X
X...X
.XXX.
```

U prijašnjem primjeru, svaku točku predstavlja jedan bit. U slučaju većeg raspona boja, za informaciju o pojedinoj točki koristi se i više byteova. Iako su fontovi uglavnom vektorskog zapisa, prije prikaza na zaslonu računala pretvaraju se u rasterski oblik jer su tradicionalni zasloni računala namijenjeni rasterskom prikazu.

## Srodni članci
- JPEG
- BMP
- GIF
- vektorska grafika